# 离子膜烧碱
离子膜烧碱是采用离子交换膜法电解食盐水而制成的烧碱（即氢氧化钠）。 其主要原理是将电流通过氯化钠溶液，在电场力作用下，让阳极室阳离子透过膜到阴极室，生产出烧碱。阳离子膜是一种有选择透过性的高分子材料制成的薄膜,只允许一定大小的阳离子通过。
离子膜烧碱使用的阳离子膜，在生产过程中主要起到作用是让阳极侧电解产物H+、Na+、H3O+等阳离子通过；阻止了两极产物H2和Cl2混合；避免阳极液和阴极液的直接接触。